# Krvavé země
Krvavé země – Evropa mezi Hitlerem a Stalinem (angl. Bloodlands: Europe Between Hitler and Stalin) je kniha amerického historika Timothy Snydera, která vyšla roku 2010 v nakladatelství Basic Books. Česky vyšla v roce 2013 v překladu Petrušky Šustrové v nakladatelství Paseka.
Snyder v knize popisuje politické, kulturní a ideologické souvislosti ve vztahu k jednotlivým zemím, ve kterých došlo k masovým vraždám způsobeným Stalinovým Sovětským svazem a nacistickým Německem. Masové vraždění během obou režimů v letech 1933 až 1945 vedlo k smrti 14 milionů obětí, většinou mimo koncentrační tábory a tábory smrti, které vznikly během holokaustu. Podle Snydera došlo v „krvavých zemích“, oblastí tvořené přibližně současným Polskem, Ukrajinou, Běloruskem, západní části Ruska a Baltskými státy, k utrpení a krveprolití, které nemá obdoby v moderní historii.[zdroj?] Popisuje vzájemné vztahy a ovlivňování obou totalitních režimů, které nakonec vyústilo do rozsáhlých masových vražd na území „krvavých zemí“.
Snyder při práci na knize čerpal z mnoha východoevropských archivů, k jejichž otevření došlo po pádu železné opony, přičemž využil svou znalost několika východoevropských jazyků. Díky pečlivě zpracovaným podkladům uvádí autor jak celková čísla obětí v době před a během druhé světové války, tak vybrané osudy skupin i jednotlivců včetně působivých detailů.

## Počty obětí
Celkový počet obětí masových vražd na území „krvavých zemí“ odhaduje autor na 14 milionů, do tohoto počtu nezahrnuje oběti válečného konfliktu. Celkově označuje Snyder uváděné počty obětí jako konzervativní, na spodní hranici odhadovaného počtu obětí. V odhadech vycházel z údajů ve východoevropských archivech, s výjimkou počtu obětí ukrajinského hladomoru, kde musel použít především demografické záznamy.
Z celkového počtu 14 milionů se na dvou třetinách obětí podílelo nacistické Německo řízené Adolfem Hitlerem. Jednu třetinu obětí má na svědomí sovětský režim Josifa Vissarionoviče Stalina. Velká část obětí v Sovětském svazu byla tvořena uměle vyvolaným hladomorem, který si vyžádal 3,3 mil. obětí, především Ukrajinců. Během Velkého teroru v letech 1937 až 1938 bylo zastřeleno celkem 300 tisíc občanů Sovětského svazu, hlavně Poláků a Ukrajinců v západní části SSSR. Po sovětské okupaci Polska v letech 1939 až 1941 zabil sovětský režim přibližně 200 tisíc Poláků z řad polské inteligence, armády a politických elit.
Během druhé světové války nacistický režim usmrtil 4,2 miliónů sovětských občanů, zejména Rusů, Bělorusů a Ukrajinců, které nechal zemřít hlady v letech 1941 až 1945 a 5,4 miliónů Židů, kteří byli zastřeleni nebo otráveni plynem. V letech 1941 až 1944 bylo Němci zastřeleno také 700 tisíc civilistů na území Běloruska a ve Varšavě.